# August Nilsson
August Nilsson (15 de octubre de 1872 - 23 de mayo de 1921) fue un atleta sueco y participante del tira y afloja, que compitió en los Juegos Olímpicos de París 1900.
Terminó noveno en el evento de lanzamiento de peso y el octavo en la competencia salto con pértiga.
También participó en la tira y afloja en el equipo danés-sueco, el cual, ganó la medalla de oro contra los oponentes de Francia. Estas fueron las primeras medallas de oro olímpicas para Suecia.